# Pellegrue
Pellegrue je francouzská obec v departementu Gironde v regionu Akvitánie. V roce 2009 zde žilo 1 005 obyvatel. Je centrem kantonu Pellegrue.